# Парад на Червения площад на 7 ноември 1941 г.
Традиционният военен парад на Червената армия на Червения площад в Москва по повод 24-тата годишнина от избухването на Октомврийската революция се провежда при необичайни обстоятелства. На 22 юни 1941 г. започва нападението на нацистка Германия срещу Съветския съюз (Операция „Барбароса“); в резултат на успехите, постигнати в първата фаза на битката за Москва, Вермахтът се озовава на разстояние 30 – 70 километра от столицата на СССР в началото на ноември.
Инициаторът на парада е Йосиф Сталин, който на 6 ноември, след реч в академията на метростанция „Маяковская“ по повод годишнината от революцията, информира Лаврентий Берия и Вячеслав Молотов за намерението си да организира тържествен военен парад, който трябва да бъде ръководен от маршал Семьон Будьони.
На 7 ноември Сталин, държайки реч пред събралите се войници, каза между другото:
| „ | Целият свят гледа на вас като на сила, способна да унищожи немските орди! Поробените европейски народи гледат на вас като на свои освободители... Бъдете достойни за велика мисия! Войната, която водите, е война за освобождение. | “ |

След словото пехота, кавалерия, артилерия и трудови батальони маршируват пред Мавзолея на Ленин. Накрая преминават 200 танка Т-34 и КВ-1, които Ставката Върховното командване предоставя на разположение на Западния фронт. Всички войски, участващи в парада, веднага след края му заминават на фронта.